# Risto Radunović
Risto Radunović (n. 4 mai 1992, Podgorica, Iugoslavia) este un fotbalist muntenegrean, care joacă pe post de fundaș la FCSB în SuperLiga României. Pe plan internațional, are prezențe la națională pentru Muntenegru U19⁠(d), Muntenegru U21⁠(d) și Muntenegru.
El a câștigat cu FCSB Superliga României 2023/2024 si Supercupa României 2024.